# Réginald Ray
Ne pas confondre avec Reginald Ray, un érudit bouddhiste
Réginald Ray est un footballeur, puis entraîneur français, né le 31 octobre 1968 à Cucq (Pas-de-Calais).

## Biographie

### Joueur
Né à Cucq, il a joué en jeunes à Épinay-sur-Seine, au Red Star, et à l'INF Vichy, où il connait le déménagement de l'institut à Clairefontaine. Son parcours professionnel commence lors de la saison 1988/1989 au FC Montceau Bourgogne en Division 2 où l'entraîneur d'alors Guy Stephan le fait rentrer contre l'Olympique lyonnais, il fait en tout 2 saisons en D2 puis une en 3e division.
C'est finalement le FC Istres qui le fait revenir dans l'antichambre du football français en 1991, en 3 saisons il devient un cadre essentiel et un véritable buteur.
En 1994, il relève le challenge du Stade briochin, alors jeune équipe de D2, et marque la bagatelle de 17 buts en 38 rencontres. Cette performance attire bien évidemment l'œil d'un autre club breton : EA Guingamp en Ligue 1 avec lequel il signe en 1995 pour remplacer Stéphane Guivarc'h. Mais Réginald Ray, qui en raison d'un accident est devenu veuf avant d'arriver à Guigamp, a du mal à confirmer en D1 et rétrograde rapidement dans la hiérarchie, derrière Lionel Rouxel, Sébastien Dallet puis Xavier Gravelaine, il ne marque qu'un seul but. La saison suivante, 1996-1997, il reprend avec le club breton mais ne participe qu'à la campagne européenne en Coupe Intertoto avant de revenir en Ligue 2.
Il signe alors au FC Gueugnon en août 1996 mais ne retrouve pas son statut de "sérial buteur". Il part dès la fin de la saison pour Le Mans UC 72 où il affole les compteurs et devient meilleur buteur de D2 avec 20 buts. 
 
La saison suivante, il continue six mois avec le club manceau mais une offre le fait partir pour La Berrichonne de Châteauroux qui tente de retrouver la D1. Là bas, il ne retrouve pas la même efficacité et il est laissé libre par les dirigeants en 2000.
Libre, il signe en septembre 2000 avec l'AS Beauvais, alors promu et champion en titre de National, dans l'Oise, il retrouve toute son efficacité et marque pas moins de 12 buts, ce qui lui permet de se repositionner dans le top 10 des buteurs et de dépasser la centaine de buts en D2.
Il ne renouvelle toutefois pas son contrat et préfère partir en août 2001 au Nîmes Olympique où il ne joue que rarement et peine à retrouver son niveau.
Il part ensuite sur l'île de la Réunion à la JS Saint-Pierroise, puis à Rumilly (CFA 2) où il raccroche.

### Entraîneur
Après avoir entrainé les moins de 18 ans du FC Annecy, il entraîne le FCS Rumilly alors en Division d'honneur, durant deux saisons.
En 2008 il est contacté par ses anciens partenaires guingampais et montcellien, Hubert Fournier et Gilbert Zoonekynd, pour entraîner l'équipe réserve et les attaquants de l'US Boulogne. En 2010, il rejoint Frédéric Hantz comme entraîneur adjoint au SC Bastia. En 2015, il rejoint Rémi Garde, en tant qu'entraîneur adjoint du club anglais d'Aston Villa.
Le 19 juin 2016, il devient l'entraîneur du Paris FC, succédant à Jean-Luc Vasseur. Pour sa première expérience en tant qu'entraîneur principal à la tête d'une équipe professionnelle, il réalise un début poussif mais redresse l'effectif au point de finir troisième du championnat. Il échoue de peu le pari de la remontée immédiate en perdant le match de barrage face à Orléans, il annonce le lendemain qu'il quitte le club.
En juillet 2017, il devient l'entraîneur du SC Bastia. D'abord descendu en Ligue 2, le club est relégué administrativement en National 1. C'est alors son ancien club, le Paris FC, qui monte dans l'antichambre de l'élite. Pointant les carences financières du club corse, la DNCG rétrograde finalement le club corse en National 3 et l'exclu donc du circuit professionnel. Par là même, la commission n'homologue pas la signature de son entraîneur, Réginald Ray, qui se retrouve alors libre.
Le 14 octobre 2017, il est nommé entraîneur du Valenciennes FC jusqu'en juin 2019. Son équipe se classe treizième en 2017-2018, ainsi que la saison suivante.
Le 29 février 2020, il est nommé entraîneur du Mans FC en remplacement de Richard Déziré avec pour objectif le maintien du club en Ligue 2 à la fin de la saison. Il ne dirige son équipe qu'une seule fois sur le terrain de Chambly (2-2). Le championnat est alors arrêté pour cause de pandémie de Covid-19. Classé avant-dernier, ex æquo avec le premier non-relégable, le club est rétrogradé en National alors qu'il restait normalement dix matchs à disputer. Alors que la Ligue et la Fédération s'opposent sur le passage d'une Ligue 2 à 22 équipes, le club doit se battre pour son maintien et annonce le départ de son entraîneur le 28 mai 2020. Ray avait demandé un aménagement différent des conditions de travail (renforcement du secteur médical notamment), que le club ne pouvait pas mettre en place. Le 19 février 2024, après une défaite contre l'US Orléans, il est démis de ses fonctions par le président du club.

## Palmarès

### En club

#### FC Istres
- Vainqueur de la Coupe de Provence en 1993

#### EA Guingamp
- Vainqueur de la Coupe Intertoto en 1996

## Distinctions personnelles
- Meilleur buteur du Championnat de France de Division 3 en 1991
- Meilleur buteur du championnat de France de Division 2 en 1998
- Nommé dans l'équipe type de Division 2 en 1998 aux Trophées UNFP[11].